# Mercedes-AMG GT I
La Mercedes-AMG GT est une voiture sportive produite par le constructeur automobile allemand Mercedes-AMG de 2014 à 2021. Il s'agit de la seconde voiture de sport développée complètement en interne après la Mercedes-Benz SLS AMG.
La Mercedes-AMG GT existe en coupé et roadster deux portes à deux places, équipée d'un moteur V8 Bi-turbo de 4,0 litres dont la puissance évolue selon les versions.
Le 28 octobre 2021, Mercedes-Benz a annoncé la nouvelle Mercedes-AMG R232 Classe SL comme successeur direct de la version roadster,,.
Ce modèle n'est plus produit à partir de décembre 2021.

## Histoire

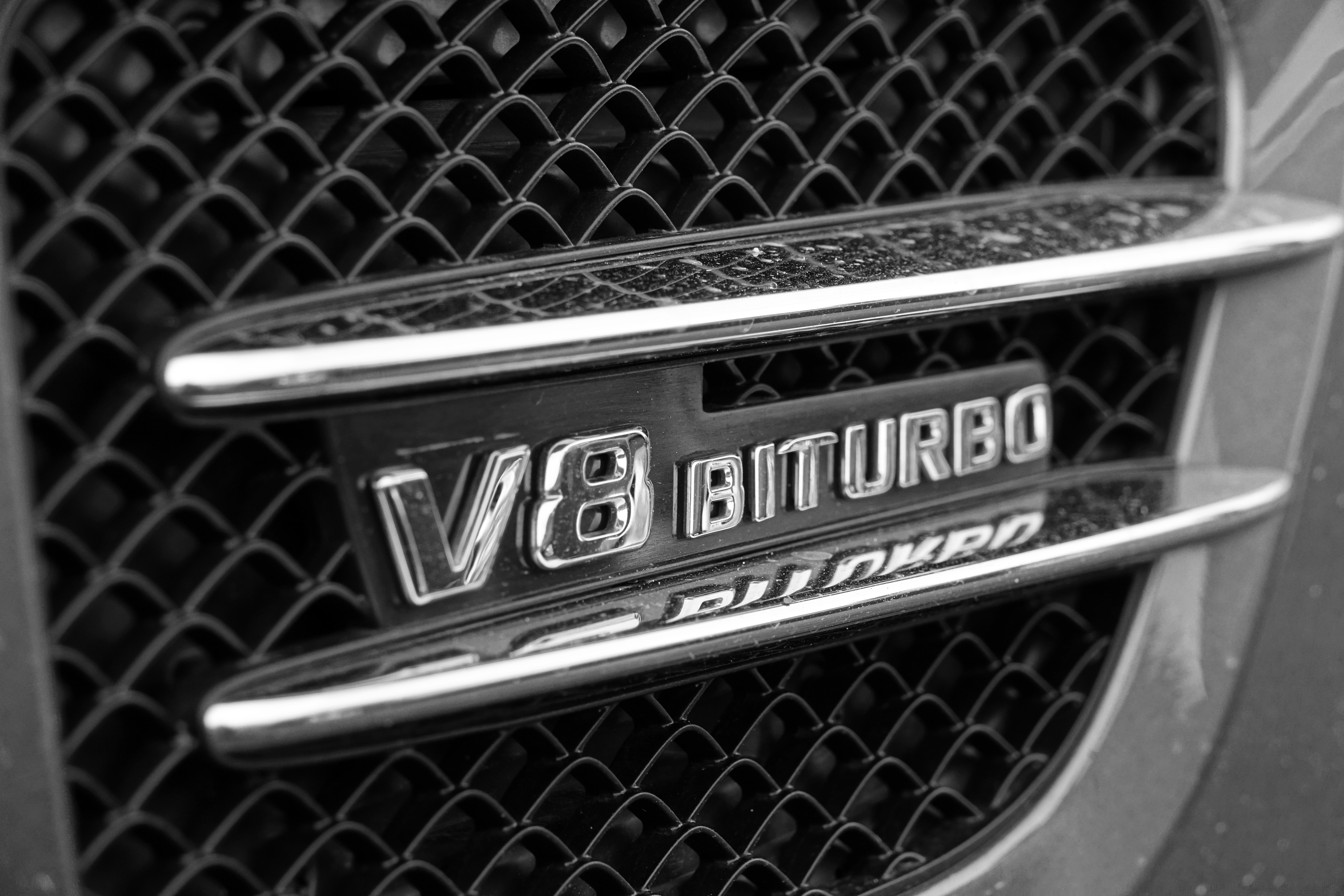
Mercedes-AMG GT V8 Biturbo.

L'intérieur de la Mercedes-AMG GT est exposé au public le 16 avril 2014. Elle fait ses débuts le 9 septembre 2014. Au départ, deux modèles sont disponibles : la GT, avec un V8 Biturbo de 462 ch (puis 476), et la GT S avec le même V8 Biturbo développant cette fois-ci 510 ch (puis 522). Le constructeur lance ensuite une version GT C de 557 ch.
Elle est une des principales concurrente de la Porsche 911, bien que son moteur soit en position centrale avant.
Une Mercedes-AMG GT S est utilisée comme voiture de sécurité pour la course de Formule 1. Elle entre dans les circuits lors du Grand Prix automobile d'Australie 2015.

### Phase 2
La Mercedes-AMG GT reçoit un subtil restylage en 2018. Elle peut désormais être équipée d'une instrumentation numérique. Les feux ont également été redessinés.

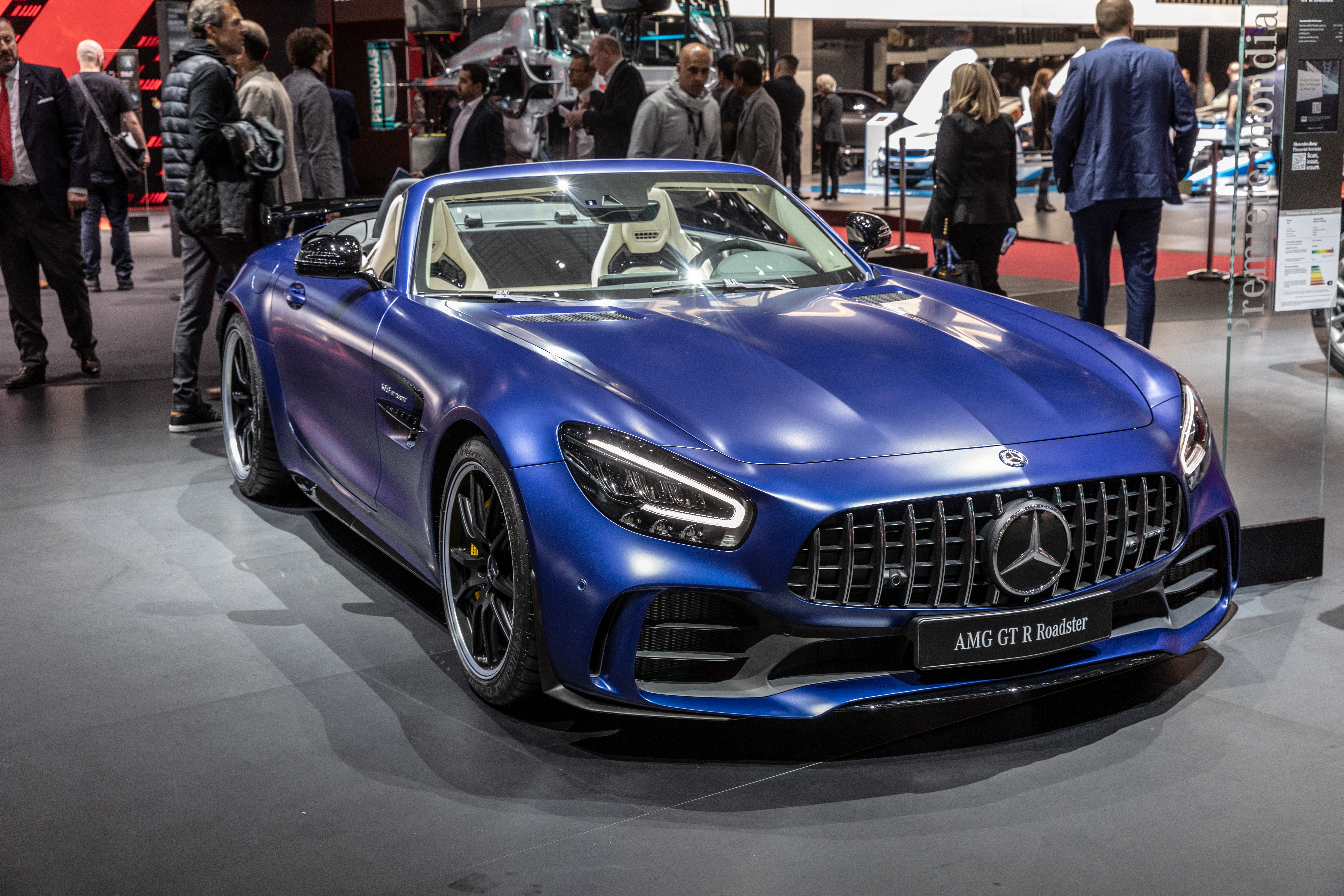
Mercedes-AMG GT restylée

## Caractéristiques

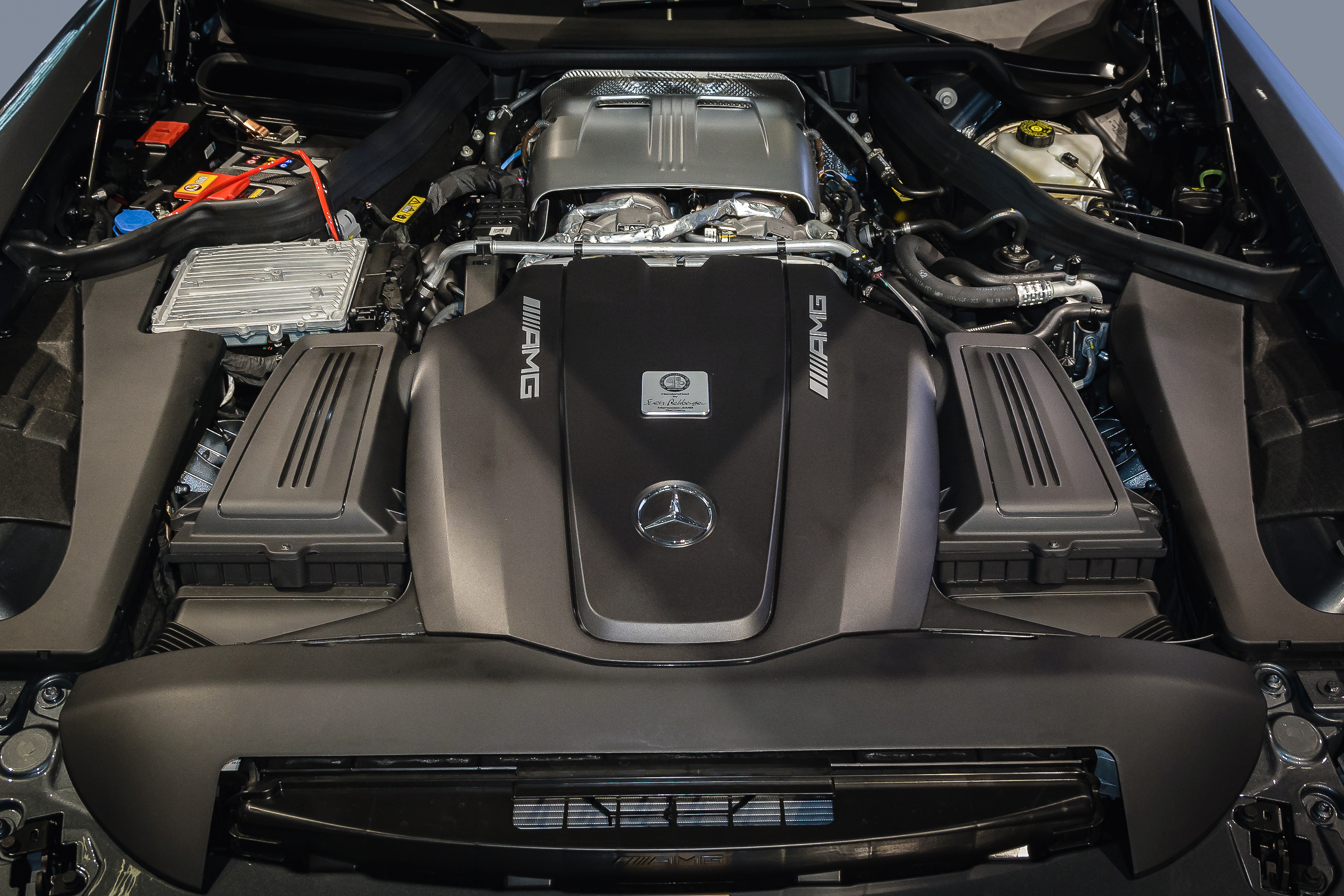
Moteur M178 V8 dans une GT. Les deux turbos sont visibles à l'arrière du moteur, sous un capot métallique.

Cette voiture possède un moteur V8 Biturbo (M178) de 4,0 litres monté en position centrale avant. Cette nouvelle configuration de V8 est appelée « chaleur à l'intérieur du V » (Hot inside V) car l'échappement et les turbocompresseurs se trouvent à l'intérieur des rangées des cylindres pour réduire le retard du turbo. La puissance est transmise aux roues arrière grâce à une transmission AMG Speedshift à 7 rapports.

### Motorisations
| (données constructeur)                               | GT                                                | GT                                                | GT S                                              | GT S                                              | GT C                                              | GT C                                              | GT R                                              | GT R PRO                                          | GT Black Series                                   |
| ---------------------------------------------------- | ------------------------------------------------- | ------------------------------------------------- | ------------------------------------------------- | ------------------------------------------------- | ------------------------------------------------- | ------------------------------------------------- | ------------------------------------------------- | ------------------------------------------------- | ------------------------------------------------- |
| Carrosserie                                          | Coupé                                             | Roadster                                          | Coupé                                             | Roadster                                          | Coupé                                             | Roadster                                          | Coupé                                             | Coupé                                             | Coupé                                             |
| Moteur                                               | 8-cylindres en V 4.0                              | 8-cylindres en V 4.0                              | 8-cylindres en V 4.0                              | 8-cylindres en V 4.0                              | 8-cylindres en V 4.0                              | 8-cylindres en V 4.0                              | 8-cylindres en V 4.0                              | 8-cylindres en V 4.0                              | 8-cylindres en V 4.0                              |
| Alimentation                                         | Bi-turbo                                          | Bi-turbo                                          | Bi-turbo                                          | Bi-turbo                                          | Bi-turbo                                          | Bi-turbo                                          | Bi-turbo                                          | Bi-turbo                                          | Bi-turbo                                          |
| Cylindrée (cm3)                                      | 3 982                                             | 3 982                                             | 3 982                                             | 3 982                                             | 3 982                                             | 3 982                                             | 3 982                                             | 3 982                                             | 3 982                                             |
| Puissance maximale ch (kW)                           | avant 2017 : 462 (340) après 2017 : 476 (350)     | avant 2017 : 462 (340) après 2017 : 476 (350)     | avant 2017 : 510 (375) après 2017 : 522 (384)     | avant 2017 : 510 (375) après 2017 : 522 (384)     | 557 (410)                                         | 557 (410)                                         | 585 (430)                                         | 585 (430)                                         | 730                                               |
| au régime de (tr/min)                                | 6 000                                             | 6 000                                             | 6 250                                             | 6 250                                             | 5 750                                             | 5 750                                             | 6 250                                             | 6700 à 6900                                       | 6 700 à 6 900                                     |
| Couple maximal (N m)                                 | avant 2017 : 600 après 2017 : 630                 | avant 2017 : 600 après 2017 : 630                 | avant 2017 : 650 après 2017 : 670                 | avant 2017 : 650 après 2017 : 670                 | 680                                               | 680                                               | 700                                               | 700                                               | 800                                               |
| au régime de (tr/min)                                |                                                   |                                                   |                                                   |                                                   |                                                   |                                                   |                                                   |                                                   | 2 000 à 6 000                                     |
| Boîte de vitesses                                    | Mécanique robotisée 7 rapports à double embrayage | Mécanique robotisée 7 rapports à double embrayage | Mécanique robotisée 7 rapports à double embrayage | Mécanique robotisée 7 rapports à double embrayage | Mécanique robotisée 7 rapports à double embrayage | Mécanique robotisée 7 rapports à double embrayage | Mécanique robotisée 7 rapports à double embrayage | Mécanique robotisée 7 rapports à double embrayage | Mécanique robotisée 7 rapports à double embrayage |
| Transmission                                         | Propulsion                                        | Propulsion                                        | Propulsion                                        | Propulsion                                        | Propulsion                                        | Propulsion                                        | Propulsion                                        | Propulsion                                        | Propulsion                                        |
| Vitesse maximale (en km/h)                           | 304                                               | 302                                               | 310                                               | 308                                               | 317                                               | 316                                               | 318                                               | 321                                               | 325                                               |
| 0-100 km/h (en s)                                    | 4,0                                               | 4,0                                               | 3,8                                               | 3,8                                               | 3,7                                               | 3,7                                               | 3,6                                               | 3,4                                               | 3,2                                               |
| Consommation (en ℓ/100 km) urbain/extra-urbain/mixte | 12,2/7,6/9,3                                      | 12,2/7,8/9,4                                      | 12,2/7,8/9,4                                      | 15,6/9,1/11,5                                     | 15,0/11,0/12,4                                    | 15,1/9,0/11,4                                     | 15,1/9,0/11,4                                     | 15,1/9,0/11,4                                     | 12,8                                              |
| Masse à vide (kg)                                    | 1 615                                             | 1 670                                             | 1 645                                             | 1 700                                             | 1 700                                             | 1 735                                             | 1 630                                             | 1575                                              |                                                   |
| Capacité du réservoir (ℓ)                            | 75                                                | 75                                                | 75                                                | 75                                                | 75                                                | 75                                                | 75                                                | 75                                                | 75                                                |
| Émissions de CO2 (en g/km)                           | 216                                               | 219                                               | 219                                               | 262                                               | 284                                               | 259                                               | 259                                               | 291                                               | 292                                               |
| Norme euro                                           | Euro 6d Temp                                      | Euro 6d Temp                                      | Euro 6d Temp                                      | Euro 6d Temp                                      | Euro 6d Temp                                      | Euro 6d Temp                                      | Euro 6d Temp                                      | Euro 6d Temp                                      | Euro 6d Temp                                      |

## Finitions

### GT R

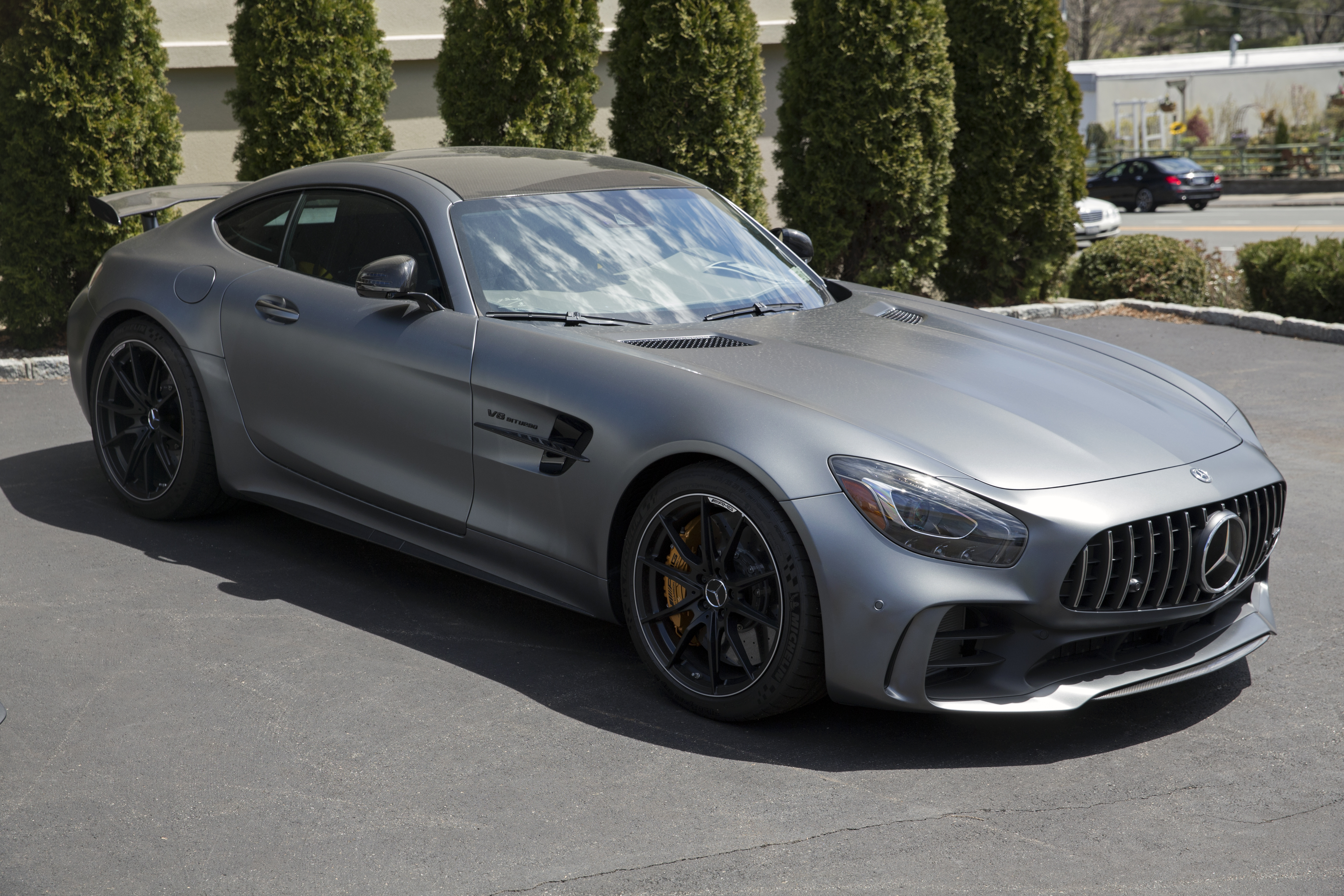
Mercedes-AMG GT R de 2018.

Mercedes-Benz lance une version sportive de son AMG GT, la R tout droit sortie de "L'enfer Vert", disposant de 585 ch soit 75 ch de plus que le Mercedes-AMG GT S et 123ch de plus que la Mercedes-AMG GT, qui a été dévoilée officiellement sur le circuit du Nürburbring.
Son prix de base est de 174 800 €.

### GT C Roadster
Mercedes-Benz a dévoilé la version décapotable de l'AMG GT à la mi septembre 2016. Contrairement au coupé qui démarre à 462 ch, l'AMG GT Roadster démarre dans une version à 476 chevaux. Une autre version dénommée AMG GT C Roadster se situe niveau puissance entre le version classique et la GT R. Toujours motorisée par le V8 4.0L, il développe 557 chevaux dans cette version. Elle est équipée d'une capote en toile triple épaisseur qui se déploie en 11 secondes et jusqu'à 50 km/h. La version GTC reprend le style de l'avant de l'AMG GTR, et peut faire le 0 à 100 km/h en 3,7 secondes et aller à 316 km/h. Elle sera disponible à partir de 170 000 euros.

### GT S Roadster

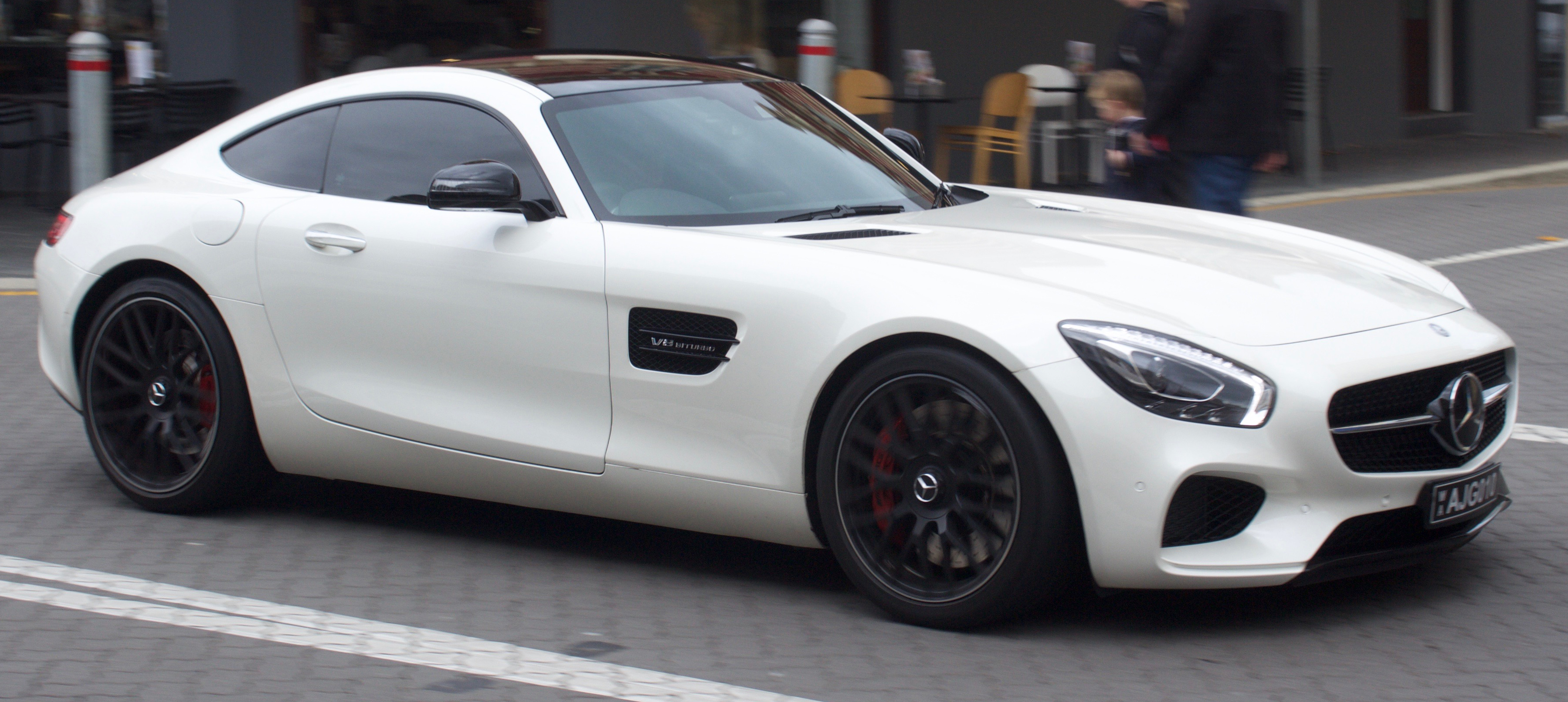
Mercedes AMG GT S de 2017.

En mai 2018, Mercedes-AMG propose le roadster en version GT S, toujours avec le V8 mais avec 522 ch et 670 N m de couple. Elle abat le 0 à 100 km/h en 3,8 secondes pour une vitesse maximale de 308 km/h.

## Séries limitées

### GT S Edition 1

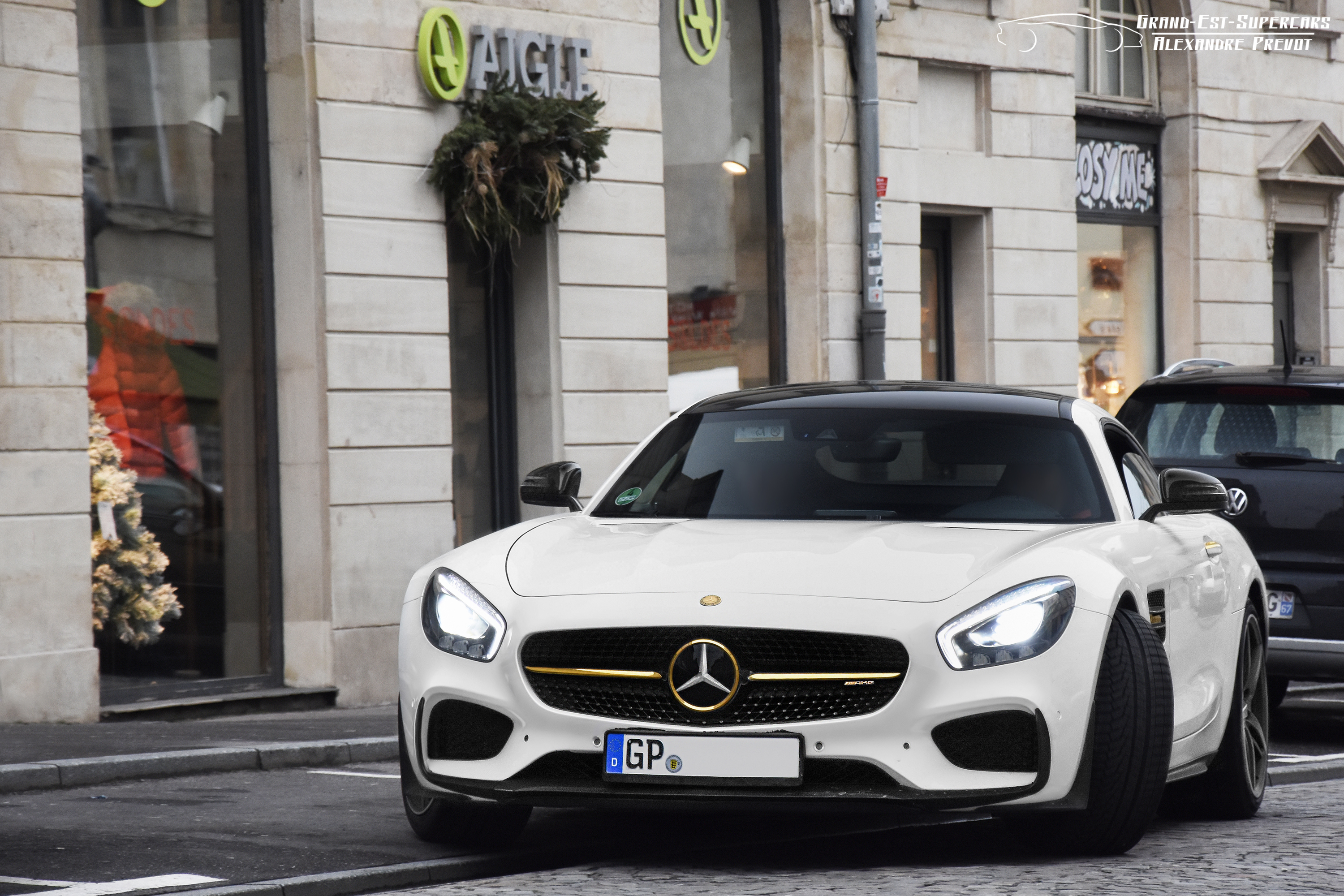
Mercedes AMG GT S Edition 1.

Disponible en série limitée uniquement la première année de commercialisation, avec 375 exemplaires dans le monde seulement, 
la finition Edition 1 est proposée sur la GT S. Elle reçoit un aileron fixe et un toit en carbone de série, le pack Night AMG (console centrale noire brillant, jantes noires et chrome, calandre, grilles et rétroviseurs noirs) combiné avec le pack AeroDynamic (extension sur le spoiler avant), ainsi qu'un habillage de tableau de bord en cuir noir avec surpiqûres rouges couplé aux sièges baquets "AMG Performance" en version cuir / alcantara avec liserets rouges (tout comme les ceintures).
Des options restent possible comme le toit panoramique, le pack carbone intérieur, les jantes à rayons noire mat, le pack hifi Burmester, les freins céramiques, ..

### GT R Roadster

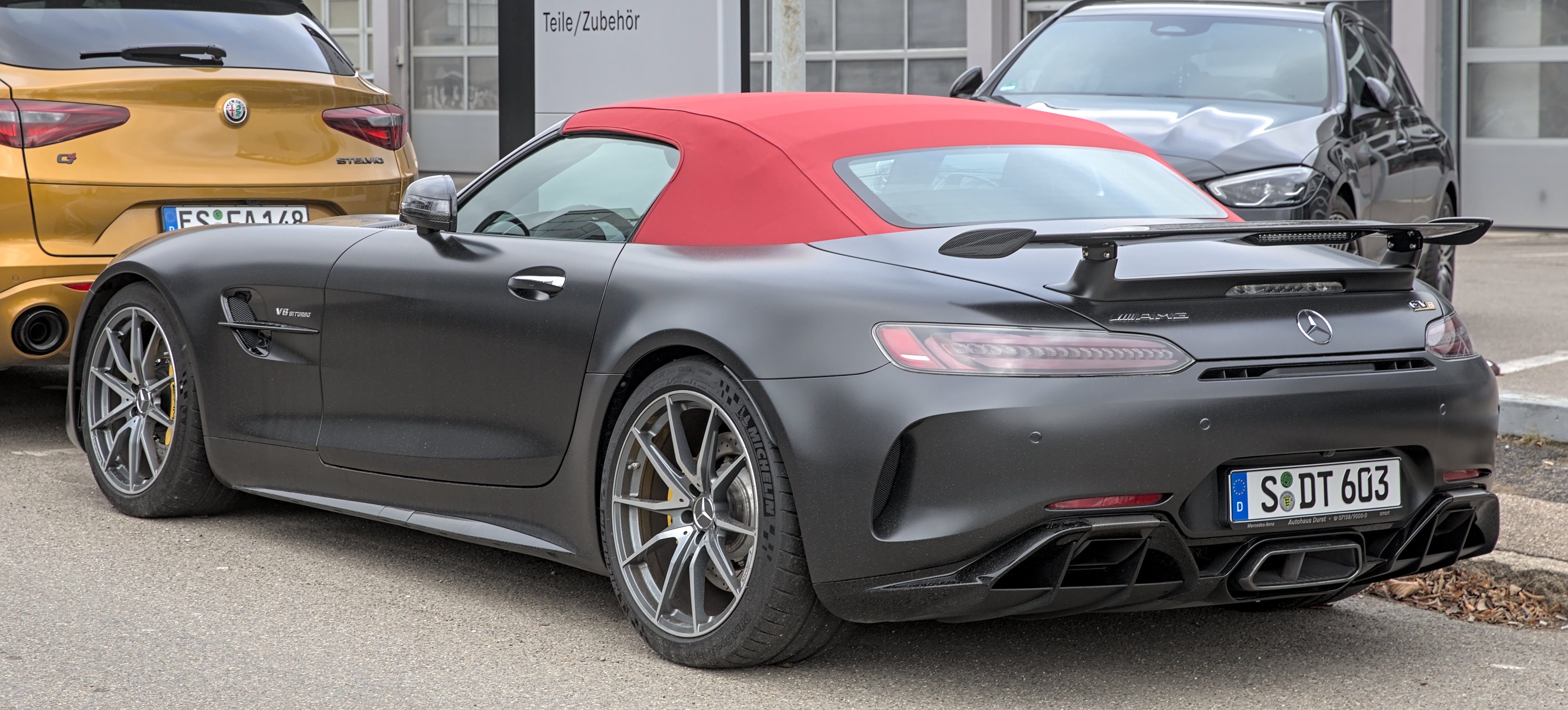
Mercedes-AMG GT R Roadster

Au Salon international de l'automobile de Genève 2019, Mercedes-AMG présente la version Roadster de la GT R limitée a 750 exemplaires.

### GT C Coupé 50 Edition
Comme son nom l'indique, la 50 Edition célèbre les 50 ans de la firme d’Affalterbach. Elle revêt une teinte mat Gris Graphite et des jantes de 20 pouces.

### GT R Pro

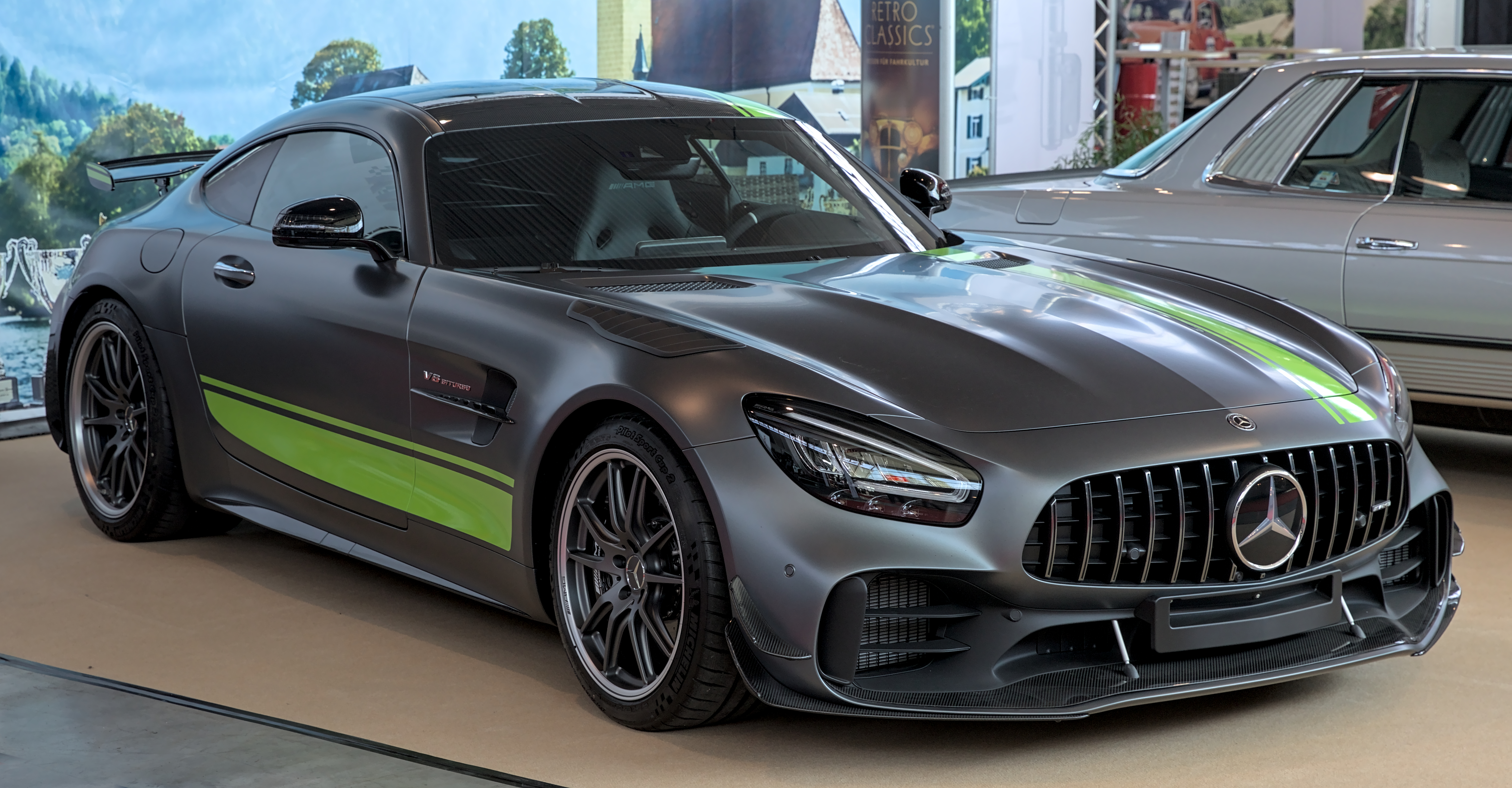
Une AMG GT R Pro à Retro Classics 2022

Mercedes-AMG présente la GT R Pro le 28 novembre 2018 au Salon de l'automobile de Los Angeles 2018. La version Pro est une édition limitée, basée sur la GT R, qui s'inspire des GT3 et GT4 avec une puissance supérieure à 500 ch. Cette version orientée circuit est une édition limitée à 750 exemplaires. La quantité de fibre de carbone utilisée pour cette version est bien supérieure à la GT R . Le toit, le derrière des sièges, la barre anti-roulis, sous la voiture et d'autres parties sont en fibre de carbone pour réduire le poids. La suspension peut être réglée en rigidité et en hauteur par deux molettes à l'arrière. Les freins sont en carbo-céramique de série.

### GT Black Series

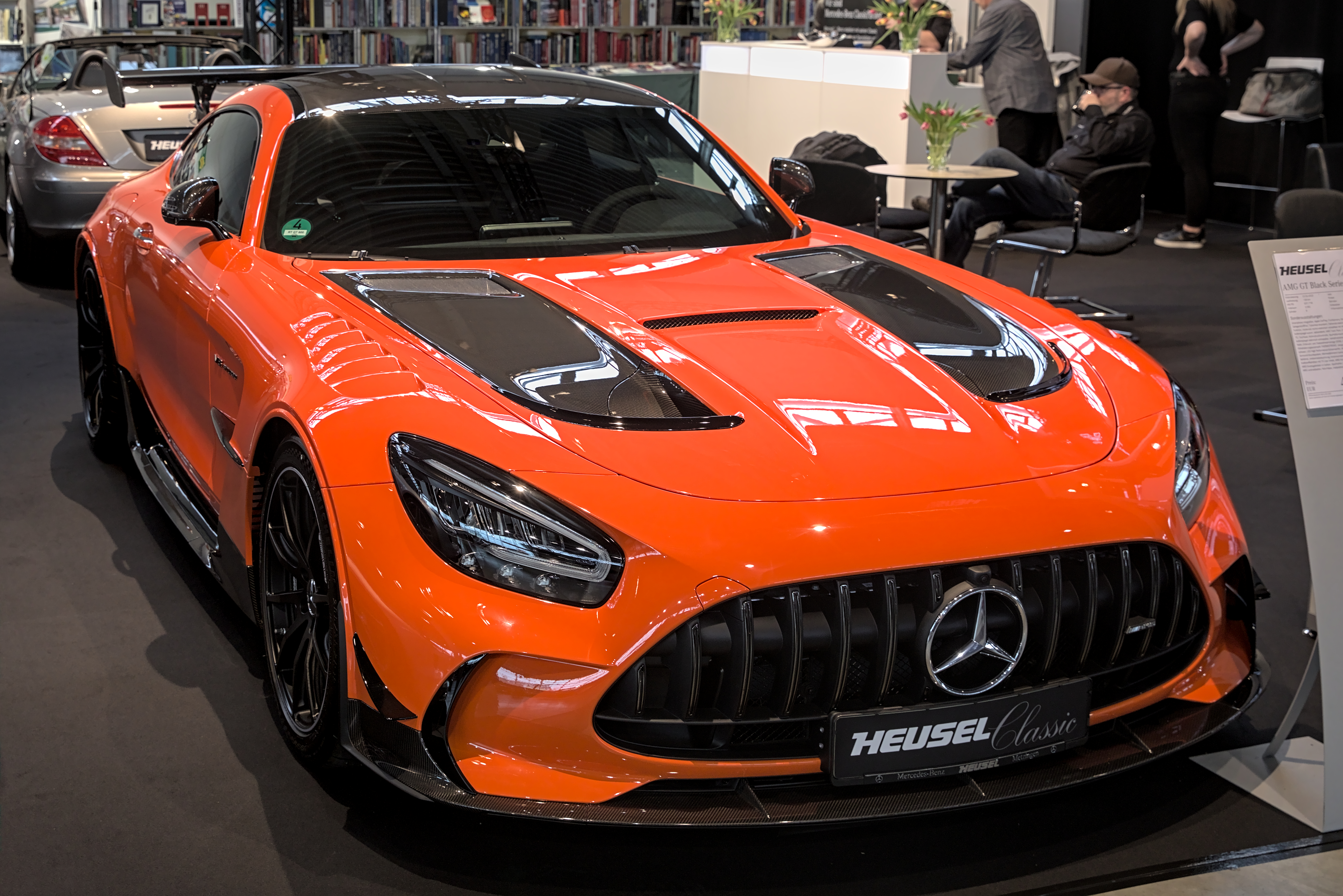
Mercedes-AMG GT Black Series

La GT Black Series est dévoilée en juillet 2020. Elle est équipée du V8 4.0 biturbo poussé à 730 ch et 800 N m de couple et devient le modèle le plus puissant de l’histoire de la marque. Le V8 est associé à une boîte de vitesses automatique Speedshift à double embrayage et à 7 rapports, afin de pouvoir gérer la hausse de couple. Le 0 100 km/h est expédié en seulement 3,2 s, pour une vitesse maximale de 325 km/h. Elle hérite également d'un package aérodynamique exclusif avec notamment des déflecteurs latéraux, un fond plat et un aileron en carbone à double étage.
Esthétiquement, il y a des modifications par rapport à l'AMG GT "classique". En effet, sur la GT Black Series, la calandre est élargie, le capot reçoit deux ouïes, des aérateurs sont rajoutés à l'avant et un spoiler est ajouté. Le carbone est très présent sur cette série limitée. Il se trouve notamment sur le capot et le spoiler, mais aussi le toit, les jupes latérales ou encore le diffuseur arrière, contrairement aux autres V8 de la gamme celui ci dispose d'un vilebrequin a plat qui modifie sa sonorité par rapport aux autres .

### GT Track Series

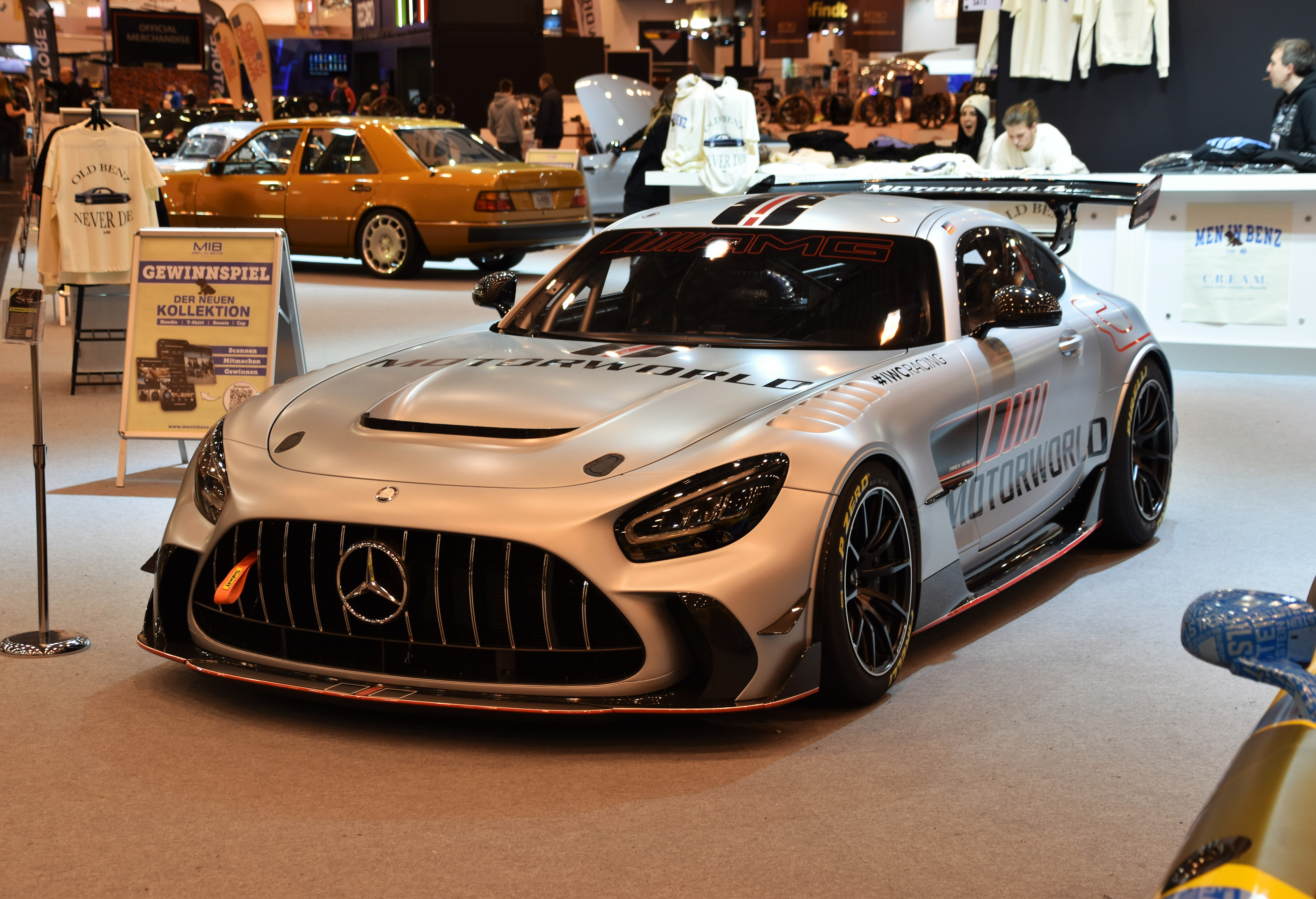
Mercedes AMG GT Track Series

Inspirée de la GT Black Series, la version Track Series est une version réservée à la piste de celle ci limitée à 55 exemplaires dans le monde.

## Versions

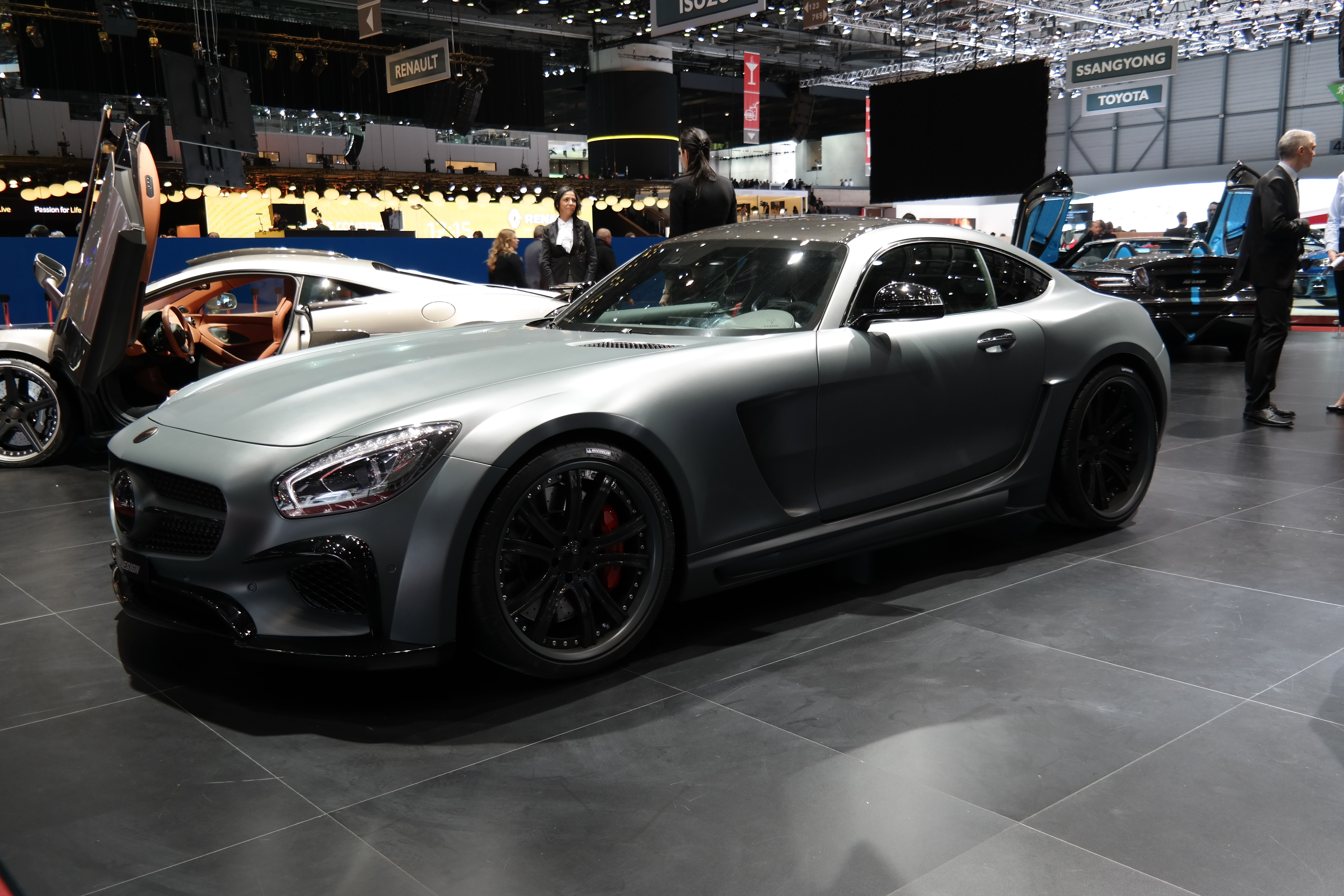
Mercedes AMG GT au salon international de l'automobile de Genève, 2017.

### Brabus
Une version de S préparée par Brabus a été présentée lors du Salon automobile de Francfort 2015. La voiture dispose d'un nouveau kit carrosserie, un spoiler, des sorties d'air latérales, des jantes de 21 pouces et d'un moteur gonflé à 600ch (soit 90 de plus). Elle est capable d'atteindre les 100 km/h en 3,6 secondes pour une vitesse maximale de 325 km/h (15 de plus).

### GT2
La Mercedes AMG GT2 est une version course de l'AMG GT. Elle sera engagée en 2023 dans la catégorie GT2 

### GT3
La Mercedes AMG GT3 est la version course de l'AMG GT.

### GT4
La Mercedes AMG GT4 est la version course de l'AMG GT R.

## Culture populaire
La Mercedes-AMG GT fait des apparitions dans de nombreux jeux-vidéo de course, notamment dans la saga de Forza (principalement dans Forza Horizon 3 et Forza Horizon 4), dans Gran Turismo Sport ou encore dans The Crew 2. Il apparaît également dans la mise à jour guerre d’arène dans Grand Theft Auto: Online sous le nom de Benefactor Schlagen GT.
La Mercedes-AMG GT a aussi fait des apparitions dans Fast and furious 8, conduite par Tej Parker (Ludacris).